# Matra
Matra (celým názvem Mécanique Aviation Traction) byla francouzská společnost zabývající se činností v oblasti automobilového průmyslu, v oblasti jízdních kol, kosmonautiky a zbraní. Od roku 1994 je dceřinou společností Lagardère Group a v současnosti vystupuje pod tímto názvem. Společnost byla ve vlastnictví rodiny Floiratů. Slavnou se stala v roce 1960, kdy vstoupila do automobilového průmyslu nákupem automobilky René Bonneta. Poté se proslavila vývojem závodních a sportovních aut. V minulosti byla tato společnost úspěšná v automobilových soutěžích, včetně závodů automobilů Formule 1.

## Matra ve Formuli 2 a Formuli 1

### Formuli 2
Matra dodávala karoserie Renému Bonnetovi, který než zbankrotoval, provozoval vozy formule junior se samonosnou karoserií. Jea-Luc Lagaere, který byl ve vedení společnosti Matra se rozhodl vybudovat Matra Sports a převzít po krachujícím Bonnetovi zbytek firmy. Vozy Matra formule 3 byly známé kvalitním provedením, a když se Ken Tyrrell šef stejnojmenné stáje začal poohlížet po podvozku, obrátil se na Matru. Tyrrell už měl na rok 1968 zajištěný motor Cosworth DFV a smlouvu s Jackiem Stewartem a také měl smlouvu se společností Dunlop.

### Formuli 1
Po dvou letech, kdy používal podvozky Matra ve formuli 2, přešel Tyrrell v roce 1968 do Formule 1 s vozem MS 10 a ve Velké ceně Nizozemska se Matra dostala na listinu vítězů. Stewart zůstal v boji o titul a až do posledního závodu sezóny, kde jej o něj připravil Graham Hill s Lotusem.
Matru financovala společnost Elf a financovala i vývoj vlastního motoru. Francouzi zkonstruovali motor V 12, který se však nevyrovnal motoru Ford Cosworth a v roce 1969 Beltoise přešel se Stewartem k týmu Tyrrell, který disponoval motory DVF. Matra se mezitím soustředila na závody sportovních vozů a na zdokonalení motoru V 12.

#### Rok 1969
Nová Matra MS 80 pro rok 1969 byla asi o 15 kg lehčí než MS 10, což přineslo v této sezoně Stewartovi výhodu. V Jižní Africe ještě zvítězil na MS 10, potom však zajel úspěšný premiérový závod na MS 80 v závodě v Brands Hatch, který ovšem nebyl součástí mistrovství světa. V Barceloně tým Matra zvítězil, když měly oba vozy Lotus poruchu na svých použitých zadních spoilerech. V Monaku Stewart od startu na první pozici přesvědčivě vedl, jeho Matra ale měla poruchu. V dalším průběhu sezóny si už tým i jezdec udržovali převahu. Ve Velké Británii v souboji s Jochenem Rintem na Lotusu Stewart získal další vítězství, když Rindta zbrzdily mechanické problémy. Monza byla tento rok zbavena šikan. Stewart se rozhodl vyjet rychleji z poslední zatáčky a v souboji s ostatními rivaly zvítězil a pro tuto sezónu zpečetil svůj mistrovský titul. Francouzská automobilka Matra se vyhřívala na výsluní slávy, neboť zkonstruovala podvozek, který dobyl vítězství v mistrovství světa. Byl to ale především britský triumf. Jak tým Tyrrell tak výrobce motoru Ford Cosworth měli sídlo v Anglii a jezdec byl Skot.

#### Rok 1970
Francie neměla náležité zastoupení ve formuli 1 od roku 1957 a pro sezonu 1970 Matra trvala na využití vlastního motoru V 12. Tyrrell a Stewart motoru nedůvěřovali, a proto stáj koupila podvozek March. Se společností Matra navázala spolupráci Simca, a tak v roce 1970 Beltoise a Henri Pescarolo závodili ve vozech Matra Simca MS 120 a získali tři třetí místa.

#### Rok 1971
Pro sezonu 1971 byl Beltoise doplněn Chrisem Amonem, který zvítězil v závodě v Argentině, jenž nebyl součástí mistrovství světa. V průběhu následujících dvou sezon tyto vozy navzdory své skvělé pověsti nikdy v žádné velké ceně nezvítězili. Matra se soustředila na vítězství v závodě na 24 hodin v Le Mans a z formule 1 se úplně stáhla. Motory V 12 se objevily na podvozku Ligier a Jacques Laffite na jednom z těchto vozů zvítězil ve Švédsku. Tým Matra se již do Formule 1 nevrátil.

## Kompletní výsledky ve Formuli 1
| Rok  | Tým                         | Šasi                                  | Motor                     | Pneu | Jezdci               | 1   | 2   | 3   | 4   | 5   | 6   | 7   | 8   | 9   | 10  | 11  | 12  | 13  | Points | WCC      |
| ---- | --------------------------- | ------------------------------------- | ------------------------- | ---- | -------------------- | --- | --- | --- | --- | --- | --- | --- | --- | --- | --- | --- | --- | --- | ------ | -------- |
| 1967 |                             |                                       |                           |      |                      | RSA | MON | NED | BEL | FRA | GBR | GER | CAN | ITA | USA | MEX |     |     | 0      | -        |
| 1967 | Matra Sports                | Matra MS7                             | Ford Straight-4           | D    | Johnny Servoz-Gavin  |     | Ret |     |     |     |     |     |     |     |     |     |     |     | 0      | -        |
| 1967 | Matra Sports                | Matra MS7                             | Ford Straight-4           | D    | Jean-Pierre Beltoise |     | DNQ |     |     |     |     |     |     |     | 7   | 7   |     |     | 0      | -        |
| 1968 |                             |                                       |                           |      |                      | RSA | ESP | MON | BEL | NED | FRA | GBR | GER | ITA | CAN | USA | MEX |     | 45     | 3. místo |
| 1968 | Matra Sports                | Matra MS11 Matra MS7                  | Matra V12 Ford Straight-4 | D    | Jean-Pierre Beltoise | 6   |     | Ret | 8   | 2   | 9   | Ret | Ret | 5   | Ret | Ret | Ret |     | 45     | 3. místo |
| 1968 | Matra Sports                | Matra MS11 Matra MS7                  | Matra V12 Ford Straight-4 | D    | Henri Pescarolo      |     |     |     |     |     |     |     |     |     | Ret | DNS | 9   |     | 45     | 3. místo |
| 1968 | Tyrrell Racing Organization | Matra MS9 Matra MS10                  | Ford Cosworth DFV         | D    | Jackie Stewart       | Ret | Inj | Inj | 4   | 1   | 3   | 6   | 1   | Ret | 6   | 1   | 7   |     | 45     | 3. místo |
| 1968 | Tyrrell Racing Organization | Matra MS9 Matra MS10                  | Ford Cosworth DFV         | D    | Jean-Pierre Beltoise |     | 5   |     |     |     |     |     |     |     |     |     |     |     | 45     | 3. místo |
| 1968 | Tyrrell Racing Organization | Matra MS9 Matra MS10                  | Ford Cosworth DFV         | D    | Johnny Servoz-Gavin  |     |     | Ret |     |     |     |     |     | 2   | Ret |     | Ret |     | 45     | 3. místo |
| 1969 |                             |                                       |                           |      |                      | RSA | ESP | MON | NED | FRA | GBR | GER | ITA | CAN | USA | MEX |     |     | 66     | 1. místo |
| 1969 | Tyrrell Racing Organization | Matra MS10 Matra MS80 Matra MS84      | Ford Cosworth DFV         | D    | Jackie Stewart       | 1   | 1   | Ret | 1   | 1   | 1   | 2   | 1   | Ret | Ret | 4   |     |     | 66     | 1. místo |
| 1969 | Tyrrell Racing Organization | Matra MS10 Matra MS80 Matra MS84      | Ford Cosworth DFV         | D    | Jean-Pierre Beltoise | 6   | 3   | Ret | 8   | 2   | 9   | 12  | 3   | 4   | Ret | 5   |     |     | 66     | 1. místo |
| 1969 | Tyrrell Racing Organization | Matra MS10 Matra MS80 Matra MS84      | Ford Cosworth DFV         | D    | Johnny Servoz-Gavin  |     |     |     |     |     |     |     |     | 6   | NC  | 8   |     |     | 66     | 1. místo |
| 1970 |                             |                                       |                           |      |                      | RSA | ESP | MON | BEL | NED | FRA | GBR | GER | AUT | ITA | CAN | USA | MEX | 23     | 6. místo |
| 1970 | Equipe Matra Elf            | Matra-Simca MS120                     | Matra V12                 | G    | Jean-Pierre Beltoise | 4   | Ret | Ret | 3   | 5   | 13  | Ret | Ret | 6   | 3   | 8   | Ret | 5   | 23     | 6. místo |
| 1970 | Equipe Matra Elf            | Matra-Simca MS120                     | Matra V12                 | G    | Henri Pescarolo      | 7   | Ret | 3   | 6   | 8   | 5   | Ret | 6   | 14  | Ret | 7   | 8   | 9   | 23     | 6. místo |
| 1971 |                             |                                       |                           |      |                      | RSA | ESP | MON | NED | FRA | GBR | GER | AUT | ITA | CAN | USA |     |     | 9      | 7. místo |
| 1971 | Equipe Matra Sports         | Matra-Simca MS120B Matra-Simca MS120  | Matra V12                 | G    | Jean-Pierre Beltoise |     | 6   | Ret | 9   | 7   | 7   |     |     |     | Ret | 8   |     |     | 9      | 7. místo |
| 1971 | Equipe Matra Sports         | Matra-Simca MS120B Matra-Simca MS120  | Matra V12                 | G    | Chris Amon           | 5   | 3   | Ret | Ret | 5   | Ret | Ret |     | 6   | 10  | 12  |     |     | 9      | 7. místo |
| 1972 |                             |                                       |                           |      |                      | ARG | RSA | ESP | MON | BEL | FRA | GBR | GER | AUT | ITA | CAN | USA |     | 12     | 8. místo |
| 1972 | Equipe Matra                | Matra-Simca MS120C Matra-Simca MS120D | Matra V12                 | G    | Chris Amon           | Ret | 15  | Ret | 6   | 6   | 3   | 4   | 15  | 5   | Ret | 6   | 15  |     | 12     | 8. místo |

## Výsledky ve F1
- 1967 - 0 bodů
- 1968 - 45 bodů - 3. místo
- 1969 - 66 dodů - 1. místo
- 1970 - 23 bodů - 6. místo
- 1971 - 9 bodů - 7. místo
- 1972 - 12 bodů - 8. místo

## Bilance
- Závody: 61
- Vítězství: 9
- Pódia: 21
- Pole Positions: 4
- Nejrychlejší kolo: 12
- Body: 155

## Matra - Auta
- Matra Djet
- Matra 530
- Matra 630
- Matra 650
- Matra 670
- Matra Bagheera
- Matra Murena
- Matra Rancho
- Renault Espace